# Lenzie
Lenzie (gael. Lèanaidh) – miasto w środkowej Szkocji, w jednostce administracyjnej (council area) East Dunbartonshire, historycznie na granicy hrabstw Dunbartonshire i Lanarkshire, położone na południe od miasta Kirkintilloch, w jego bezpośrednim sąsiedztwie. W 2011 roku liczyło 8415 mieszkańców.
Miasto powstało wokół otwartej w 1842 roku stacji kolejowej na linii z Glasgow do Edynburga, obsługującej podróżujących do i z pobliskiego miasta Kirkintilloch. W 1875 roku otwarty został tu zakład psychiatryczny. Liczba mieszkańców miejscowości w 1871 roku wynosiła 351, a do 1881 roku wzrosła do 1316, z czego 495 było pacjentami zakładu. W 1886 roku założona została także działająca do dziś szkoła Lenzie Academy. Współcześnie Lenzie pełni funkcję miasta satelickiego wobec Glasgow.